# Gulbin (SIMC 0757536)
Gulbin – osada leśna w Polsce, położona w województwie podlaskim, w powiecie sejneńskim, w gminie Giby.
W latach 1975–1998 miejscowość administracyjnie należała do województwa suwalskiego.
Gulbin o identyfikatorze SIMC 0757536 jest jedną z dwóch osad leśnych o tej samej nazwie na terenie tej gminy. Drugą z nich jest Gulbin o identyfikatorze SIMC 0757542.